# Schaidt
Schaidt ist ein Ortsbezirk der Stadt Wörth am Rhein in Rheinland-Pfalz im Landkreis Germersheim. Er liegt am Westrand des Bienwaldes und war früher das Zentrum der pfälzischen Korbwarenindustrie. Nach deren Rückgang konnte erfolgreich andere mittelständische Industrie angesiedelt werden. Darüber hinaus kommt dem Ort mehr und mehr die Funktion eines Erholungsortes zu. Wirtschaftlich bedeutend ist ein Werk für Autoradios und Navigationssysteme.

## Lage
Der Ort liegt im Nordwesten des Stadtgebietes von Wörth. Im Westen grenzt die Ortsgemeinde Steinfeld und im Norden die Ortsgemeinden Vollmersweiler und Freckenfeld an Schaidt. Die Kernstadt Wörth am Rhein liegt etwa 13 Kilometer entfernt im Osten.

## Geschichte
Schaidt dürfte bereits im 8. Jahrhundert bestanden haben. Nach der ersten urkundlichen Erwähnung als „Spirgesceid“ schenkte Heinrich III. aus dem Hause der Salier Schaidt am 5. September 1046 dem Hochstift Speyer. Das Dorf erhielt Wall und Graben und wurde so ein wehrhafter Flecken mit Gerichtssitz. Der Ort lag an der Grenze zwischen Hochstift Speyer und Kloster zu Weißenburg. Noch heute befinden sich entlang der alten Grenze die Gemarkungssteine mit den Emblemen von Hochstift und Kloster.
Ab 1972 gehörte Schaidt zur Verbandsgemeinde Wörth. Seit dem 10. Juni 1979 ist die bis dahin eigenständige Gemeinde Schaidt ein Ortsbezirk der Stadt Wörth am Rhein.
Schaidt feierte 1996 seine 950-Jahr-Feier und 2006 „600 Jahre Flecken Schaidt“.

### Liste der Bürgermeister (bis 1979)
- März 1945–Mai 1945: Alois Schmitt
- 1945–1946: Josef Bouquet
- 1946–1948: August Vogel
- 1948–1967: Emil Geörger (CDU)
- 1967–1979: Alfred Stephan (ab 1972 Ortsbürgermeister)[3]

### Einwohnerentwicklung
| Jahr | Einwohner |
| ---- | --------- |
| 1802 | 1076      |
| 1849 | 1497      |
| 1861 | 1423      |
| 1871 | 1328      |
| 1939 | 11890     |
| 1979 | 1670      |
| 2010 | 2003      |
| 2014 | 1968      |
| 2018 | 1897      |
| 2019 | 1861      |

Im Jahr 1871 waren von insgesamt 1328 Einwohnern 1285 katholisch und 43 evangelisch.

## Politik

### Ortsbezirk
Der Ortsteil Schaidt ist einer von vier Ortsbezirken der Stadt Wörth am Rhein und verfügt über einen eigenen Ortsbeirat sowie einen Ortsvorsteher.

### Ortsbeirat
Der Ortsbeirat besteht aus 12 Mitgliedern, die bei der Kommunalwahl am 9. Juni 2024 in einer personalisierten Verhältniswahl gewählt wurden, und dem ehrenamtlichen Ortsvorsteher als Vorsitzendem.
Die Sitzverteilung im Ortsbeirat:
| Wahl | SPD | CDU | Grüne | PBS * | Gesamt   |
| ---- | --- | --- | ----- | ----- | -------- |
| 2024 | 3   | 5   | 1     | 3     | 12 Sitze |
| 2019 | 5   | 5   | 2     | –     | 12 Sitze |
| 2014 | 7   | 4   | 1     | –     | 12 Sitze |
| 2009 | 7   | 5   | 0     | –     | 12 Sitze |
| 2004 | 4   | 7   | 1     | –     | 12 Sitze |

### Ortsvorsteher
Hartmut Kechler (SPD) wurde am 17. Juli 2024 Ortsvorsteher von Schaidt. Bei der Stichwahl am 23. Juni 2024 war er mit 51,2 % zum Ortsvorsteher gewählt worden, nachdem bei der Direktwahl am 9. Juni keiner der ursprünglich drei Bewerber eine ausreichende Mehrheit erreicht hatte.
Kechlers Vorgänger Kurt Geörger (parteilos, von der SPD nominiert) hatte das Amt 2004 übernommen. Nach Wiederwahlen 2009 und 2014 wurde er zuletzt bei der Direktwahl am 26. Mai 2019 mit einem Stimmenanteil von 86,49 % in seinem Amt bestätigt.

#### Liste der Ortsvorsteher
- 1979–1994: Theo Bouquet[3]
- 1994–2004: Anton Völkel (SPD)[20]
- 2004–2024: Kurt Geörger (parteilos)
- seit 2024:00 Hartmut Kechler (SPD)

### Gemeindepartnerschaft
Seit 1969 unterhält Schaidt eine Partnerschaft mit Geltendorf in Bayern.

## Wirtschaft

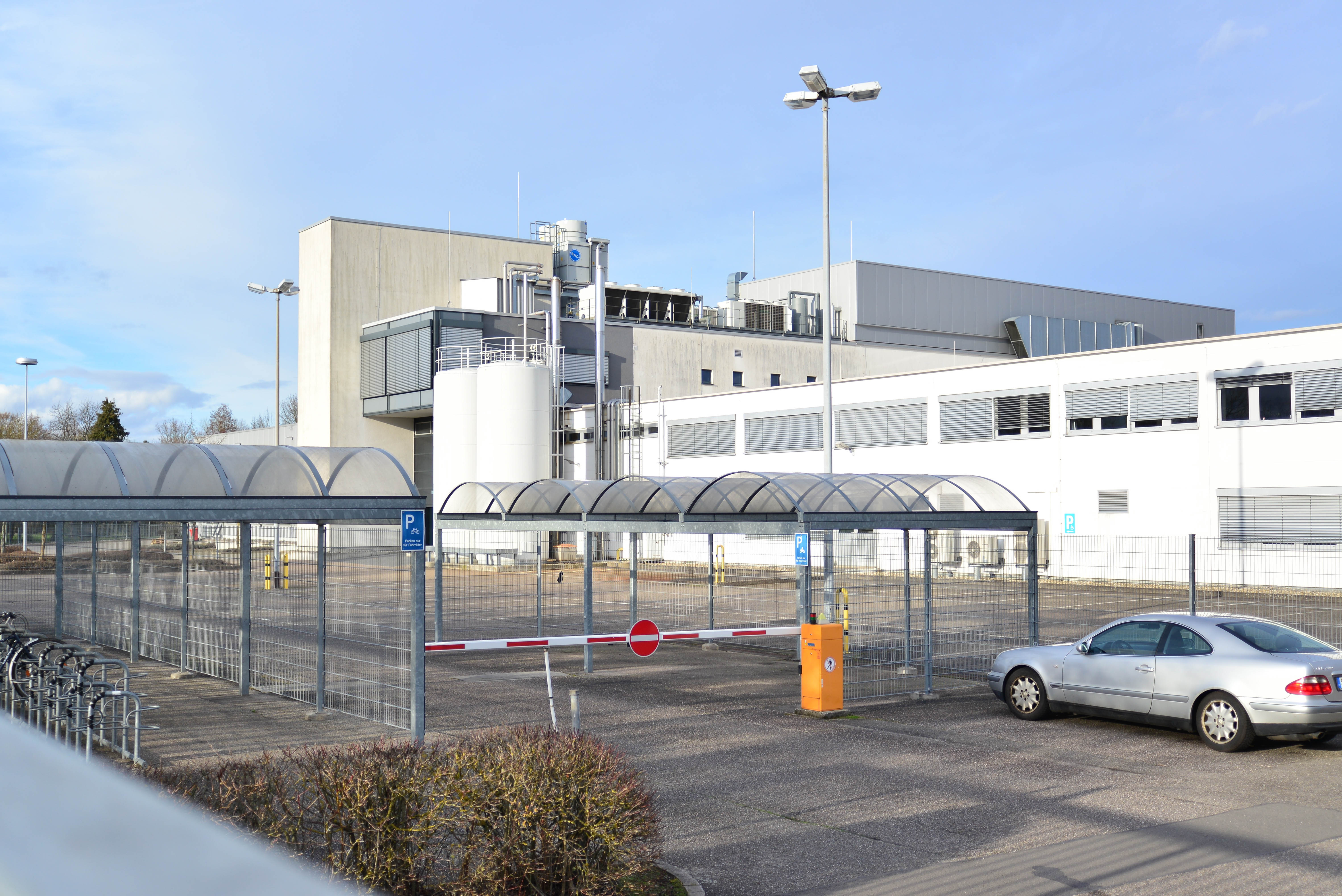
Ansicht des Werkgebäudes, ehemals Schaidt Innovations

Das Schaidter Webasto-Werk (Webasto Mechatronics) mit 145 Stammbeschäftigten (Stand: 26. Juni 2020) war 1970 als Zweigbetrieb der Ittersbacher Becker Radiowerke gegründet worden. 1995 übernahm der US-amerikanische Elektronikhersteller Harman International Industries das Unternehmen und firmierte es in Harman Becker Automotive Systems um. Ende 2010 drohte Harman Becker mit der Schließung des Schaidter Betriebs und verkaufte ihn im April 2013 an zwei Münchener Geschäftsleute, die das Werk mit damals 530 Mitarbeitern in Schaidt Innovations umbenannten. Nach einer Insolvenz übernahm Webasto das Werk mit dann noch 170 Mitarbeitern im Januar 2017.

## Verkehr
Schaidt liegt an der Bahnstrecke Neustadt–Wissembourg und ist in den Karlsruher Verkehrsverbund (KVV) und in den Verkehrsverbund Rhein-Neckar (VRN) eingebunden. Am Haltepunkt Schaidt halten stündlich Regionalbahnen in beide Richtungen.

## Bauwerke

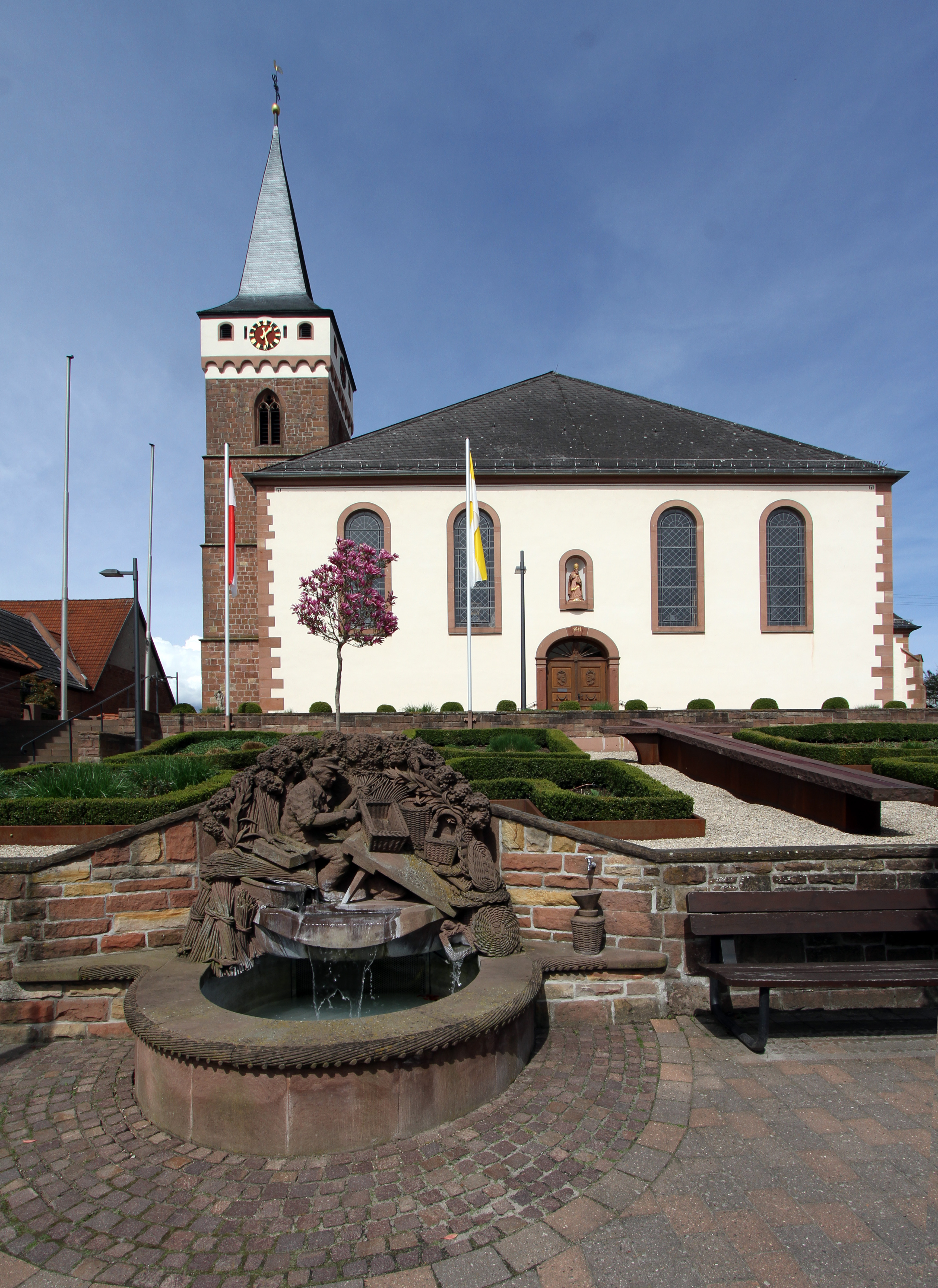
Historische St.-Leo-Kirche

Die römisch-katholische Kirche St. Leo geht in Teilen auf einen Vorgängerbau aus dem 15. Jahrhundert zurück.